# Матвєєв Євген Володимирович
Євге́н Володи́мирович Матвє́єв (* 15 січня 1950, Харпай, Лотошинський район, Московська область) — український графік, 1978 — член НСХУ, лауреат Шевченківської премії 1983 року, нагороджений Срібною медаллю Академії мистецтв СРСР. Представник Нової хвилі. Народний художник України.

## Життєпис
1970 року закінчив Український поліграфічний інститут ім. Федорова, педагогами були Б. Валуєнко, М. Іванов, О. Крилова.
Працював позаштатним художником республіканського видавництва Держкомвидаву УРСР.
З 1976 року працює старшим художнім редактором у редакції дослідно-експериментальних зразків книжкової продукції Держкомвидаву УРСР.
Лауреат Шевченківської премії 1983 року — в групі номінантів — з В. П. Бойком, А. М. Зубцем, Г. Ю. Кузнецовим, Ю. Г. Новиковим, М. І. Хоменком, М. Д. Шевченком, Р. Ф. Шпатовим: «за впровадження нових принципів конструювання, оформлення та поліграфічного виконання творів класиків марксизму-ленінізму та видатних діячів комуністичного і робітничого руху», зокрема — за оформлення праць Г. Димитрова «І все-таки вона крутиться!..» та К. Маркса «Капітал», «Громадянська війна у Франції».
Народний художник України (25 червня 2016) — за значний особистий внесок у державне будівництво, соціально-економічний, науково-технічний, культурно-освітній розвиток України, вагомі трудові здобутки та високий професіоналізм
З 2014 року працює у співавторстві із Миколою Бабаком в арттандемі БМ Бабак-Матвєєв.

## Твори
- Графічні оформлення 1982 — видань «Капітал», «Громадянська війна у Франції» К. Маркса, живописні: 1991 — декоративне панно для музею Національний музей Тараса ШевченкаТ. Г. Шевченка у Києві,
- 1992 — музею космонавтики в Житомирі,
- картини: 1993 — «Чорнобиль. Земля предків»,
- 1993 — «Портрет Нельсона Мандели»,
- 1994 — «Даная»,
- 1994 — «Шлях на Голгофу»,
- 2001 — «Портрет королеви Єлизавети II»,
- 2002 — «Інформосома 3»,
- 2003 — «Політтехнолог».
- 2017 — «Третя річниця Майдану»,Черкаський художній музей
- 2017 — «The Multidimensional Context of Art Beyond Post-Soviet Borders», Alexandre Gertsman Contemporary Art Gallery, Нью-Йорк
- 2018 — «Fantasy and Fury: an Artistic Journey from Kyiv to New York», Alexandre Gertsman Contemporary Art Gallery, Нью-Йорк
- 2018 — «Revelations», Alexandre Gertsman Contemporary Art Gallery, Нью-Йорк
- 2020 — «Культура в часи пошесті», віртуальна виставка
- 2020 — «Діалоги», 10-а Міжнародна виставка сучасного мистецтва, Черкаський художній музей
- 2021 — «Антракт», 17-а Міжнародна виставка сучасного мистецтва, Черкаський художній музей
- 2021 — Проєкт «13 кімнат COVID», Музей сучасного мистецтва Корсаків, Луцьк
- 2022 — Проєкт «13 кімнат COVID», віртуальна виставка, Alexandre Gertsman Contemporary Art Gallery, Нью-Йорк